# Тоні Ляйстнер
Тоні Андреас Ляйстнер (нім. Toni Andreas Leistner, нар. 19 серпня 1990, Дрезден, НДР) — німецький футболіст, центральний захисник берлінської «Герти».

## Ігрова кар'єра

### Клубна
Тоні Ляйстнер є вихованцем дрезденського футболу. У 2010 році футболіст приєднався до дрезденського «Динамо», в складі якого дебютував на професійному рівні у квітні 2011 року. У наступному сезоні Ляйстнер провів ще три гри в складі «Динамо» у Другій Бундеслізі. Другу половину сезону 20212/13 захисник провів в оренді в клубі Третьої ліги «Галлешер». Після оренди Ляйстнер зайняв постійне місце в основі «Динамо». Але після вильоту його команди до Ліги 3, футболіст перейшов до берлінського «Уніона».
В липні 2018 року після закінчення терміну дію контракту з німецьким клубом Ляйстнер перейшов до клубу англійського Чемпіоншипа «Квінз Парк Рейнджерс», з яким підписав трирічний контракт. В січні 2020 року футболіст повернувся до Німеччини, де залишок сезону грав в оренді в «Кельні». В серпні 2020 року контракт Ляйстнера з КПР було розірвано за згодою сторін і того ж дня футболіст став гравцем «Гамбурга».
У 2021 році захисник приєднався до бельгійського «Сінт-Трейдена», де провів наступні два сезони. В липні 2023 року Ляйстнер в черговий раз повернувся до Німеччини, де на правах вільного агента став гравцем берлінської «Герти», підписавши з клубом дворічний контракт.

## Приватне життя
Під час пандемії COVID-2019 Ляйстнер робив пожертви на користь своєї молодіжної команди «Бореа» (Дрезден).